# Glaserecke

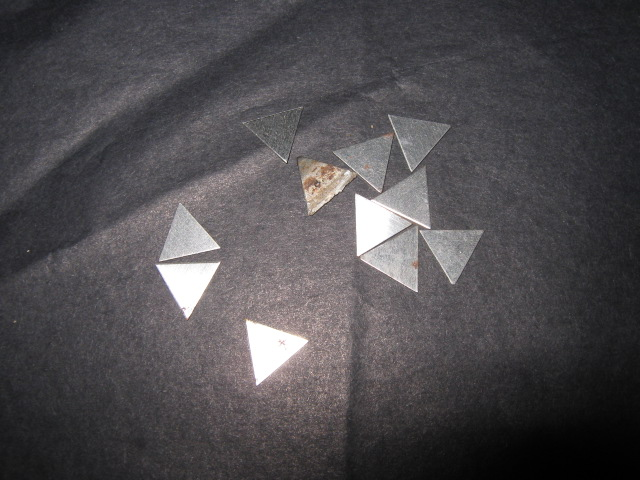
Glaserdreiecke

Als Glaserecken werden in der Regel flache gleichseitige Dreiecke aus Blech mit einer Kantenlänge von ca. 10 mm bezeichnet. Sie dienen traditionellerweise als Verbindungselement zum Befestigen von Einfachglas im Glasfalz eines Fensterflügels (aus Holz), darüber hinaus auch zum Fixieren von Bilder-Blindrückseiten in den Falzen von Holzbilderrahmen. Auch in Munitionsstreifen für so genannte Schnellnagler sind sie im Einsatz. Der Vorteil bei der Verwendung von Glaserecken statt einfachen Nägeln oder Stiftdraht zur Befestigung der Scheibe liegt darin, dass diese nicht nur an einer sehr kleinen Stelle, sondern einer etwas breiteren Fläche belastet wird. Dies verringert die Bruchgefahr. 